# Calendulauda erythrochlamys
Calendulauda erythrochlamys é uma espécie de ave da família Alaudidae.
Pode ser encontrada nos seguintes países: Namíbia e África do Sul.
Os seus habitats naturais são: matagal árido tropical ou subtropical.
Está ameaçada por perda de habitat.